# TK-1
Die Tankette TK-1 war der erste Prototyp einer Reihe von Tanketten polnischer Bauart aus der Zeit vor dem Zweiten Weltkrieg.

## Entwicklung
Zwischen 1925 und 1928 entwickelten die englischen Ingenieure John Carden und Vivian Loyd mehrere Entwürfe für Tanketten. Dies sind kleine, ein- und zweisitzige, gepanzerte Kettenfahrzeuge. 1928 wurde das Unternehmen in den Vickers-Armstrong-Konzern eingegliedert und die beiden Ingenieure wurden in dessen Panzerabteilung beschäftigt. In der Folgezeit wurden Prototypen von Fahrzeugen wie den Carden-Loyd-Tanketten produziert. Dank einer umfangreichen Werbekampagne wurde die Carden-Loyd Mk. IV Tankette zu einem der bekanntesten gepanzerten Fahrzeuge der damaligen Zeit.
Polen interessierte sich damals für den Entwurf der Mk. IV Tankette. Am 20. Juni 1929 fand die erste Vorführung des von der Vickers-Vertretung gelieferten Fahrzeugs auf dem Übungsplatz in Rembertów statt. Dazu gehörten unter anderem auch Schießversuche. Daraufhin wurde beschlossen, eine größere Charge von ihnen zu kaufen: zehn Tanketten, fünf Laufwerke und Ersatzteile wurden bestellt. Die Auslieferung der Geräte erfolgte in der zweiten Augusthälfte 1929. Aus den Fahrzeugen wurden zwei Züge gebildet, die an Übungen teilnahmen. Es stellte sich heraus, dass viele der in den Vickers-Armstrong-Prospekten angepriesenen Vorteile nicht der Realität entsprachen. Die Nutzer beschwerten sich vor allem über die Federung des Fahrzeugs. Dies führte zu einer völligen körperlichen Erschöpfung der Besatzung nach längerer Fahrt. Im Zusammenhang mit dem geplanten Erwerb der Lizenz wurde eine Reihe von strukturellen und technischen Verbesserungen gefordert. Vickers-Armstrong übermittelte die entsprechenden Unterlagen zu den Änderungen.
Gleichzeitig wurden in Polen Versuche unternommen, die Fahrzeuge selbst zu verbessern. In der 1. Motorstaffel wurde unter der Leitung von Leutnant Stanislaw I. Marczewski das Fahrwerk an zwei Fahrzeugen rekonstruiert. Es wurden Räder hinzugefügt, die den oberen Teil der Kette stützen. Zusätzlich wurden weitere Federn installiert.
Schließlich wurden die Pläne zur Produktion von Carden-Loyd-Tanketten aufgegeben. Es wurde zwar davon ausgegangen, dass solche Fahrzeuge für die Bewaffnung von Kavallerie-Aufklärungseinheiten nützlich sein würden, aber man beschloss eigene Fahrzeuge nach dem Vorbild der englischen Tankette zu entwickeln. Der Bedarf der Armee an diesen Fahrzeugen wurde auf nicht weniger als 330 Einheiten festgelegt.
Mit der Ausarbeitung des Entwurfs der polnischen Tanketten wurde das Büro für den Bau gepanzerter Waffen des Heeresingenieur-Forschungsinstituts (BK Br.Panc. WIBI) (polnisch: Broni Pancernych Wojskowego Instytutu Badań Inżynierii) in Warschau beauftragt. Daran arbeiteten der Oberingenieur Major Władysław Trzeciak, der Hauptmann Edward Karkoz und der Ingenieur Edward Habich. Auf der Grundlage der vorbereiteten Dokumentation baute die Staatliche Maschinenfabrik (PZInż) (polnisch: Państwowe Zakłady Inżynierii) zwei Prototypen des Fahrzeugs mit der Bezeichnung leichter Hochgeschwindigkeitspanzer Modell 30 (polnisch: Lekkim czołgiem szybkobieżnym wz. 30). Sie erhielten die Bezeichnungen TK-1 und TK-2. Beide Fahrzeuge wurden am 17. Mai 1930 an die Armee übergeben.
Es begann eine Reihe von Vergleichsstudien. Infolgedessen wurden Änderungen an dem Entwurf verlangt. Beide Prototypen kehrten für Modifikationen ins Werk zurück. Die überarbeiteten Fahrzeuge erhielten die Bezeichnung Panzer Modell 31 (polnisch: Czołg wz. 31). Gleichzeitig wurde ein dritter Prototyp bestellt, der die Bezeichnung TK-3 erhielt. Im März 1931 kehrten die modernisierten Fahrzeuge zur Erprobung zurück. Sie wurden weiteren umfangreichen Tests unterzogen, zu denen auch eine Versuchs-Rallye auf der Strecke Augustów–Osowiec–Grodno gehörte. Noch vor Abschluss aller Versuche und ohne die endgültigen Ergebnisse abzuwarten, wurde am 14. Juli 1931 ein Fahrzeug mit der Bezeichnung Leichter Aufklärungspanzer TK-3 (polnisch: Lekki czołg rozpoznawczy TK-3) in die Bewaffnung der polnischen Armee aufzunehmen. Als Vorlage für die Produktion diente der dritte Prototyp mit der Bezeichnung TK-3.

## Produktion

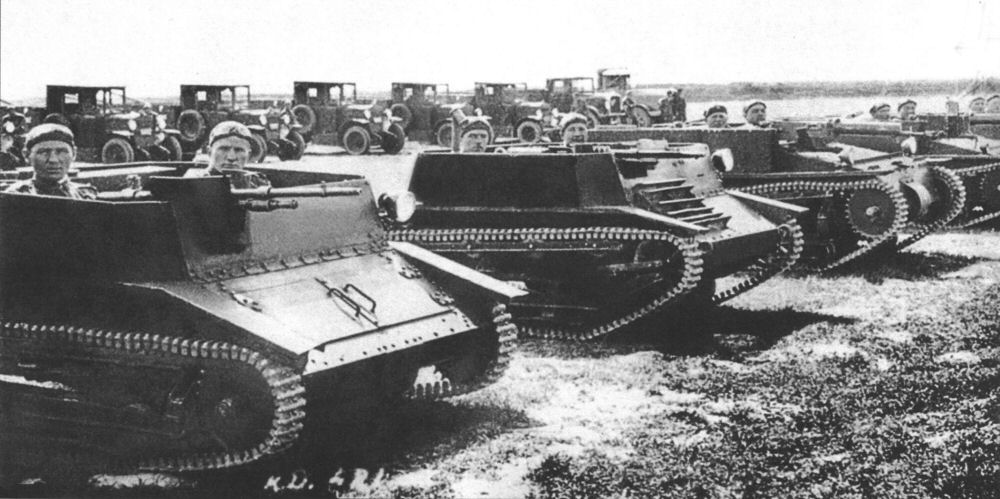
Von Links: TK-2, TK-1, Carden-Loyd mit geänderter Aufhängung.

Von der Tankette TK-1 wurde 1930 nur ein Prototyp hergestellt.

## Technische Beschreibung
Angetrieben wurde die Tankette TK-1 durch einen Ford-A Motor mit 40 PS. Eine weitere Neuerung zur Carden-Loyd Tankette war ein elektrischer Anlasser. Das Fahrwerk bestand auf jeder Seite aus 2 Paaren von Drehgestellen mit kleinen Gummirädern. Diese waren durch Blattfedern verbunden, welche sich auf einem seitlichen Rahmenträger befanden. Das Antriebsrad befand sich hinten am Fahrzeug und das Führungsrad zum zurückführen der Kette vorne. Die Ketten wurden aus verstärkten Manganstahl hergestellt. Die Panzerung des Mannschaftsraumes bestand aus 3 mm dicken Stahlplatten. Nach oben hin war der Mannschaftsraum offen und das Gesamtgewicht betrug 1,75 t. Die Bewaffnung bestand aus einem luftgekühlten 7,9 mm ckm wz. 25. Die Registrationsnummer, bzw. das Kennzeichen des TK-1 lautete 6006.

## Namensproblem
Die Bedeutung und Herkunft der Abkürzung TK ist bis heute nicht eindeutig geklärt. Es gibt mehrere Versionen. Eine Version meint, dies die Anfangsbuchstaben der Namen der beiden Konstrukteure des Fahrzeugs: Trzeciak und Karkoza. Eine andere Version besagt, dass es sich um die Initialen von Oberst T. Kossakowski handelt, der den Bau dieses Panzertyps förderte. Es wird auch vermutet, dass dies eine Abkürzung des Wortes „Tankette“ ist. In Archivunterlagen werden die Fahrzeuge auch als TK wz. 30, Tek 1001 und Tank X bezeichnet.